# Lophosaurus spinipes
Espèce
Synonymes
- Goniocephalus  spinipes (Duméril & Bibron, 1851)[1]
- Hypsilurus spinipes (Duméril & Bibron, 1851)[1]
- Lophyrus spinipes Duméril & Bibron, 1851[1]

Statut de conservation UICN

 LC  : Préoccupation mineure
Lophosaurus spinipes est une espèce de sauriens de la famille des Agamidae.

## Répartition
Cette espèce est endémique d'Australie. Elle se rencontre au Queensland et en Nouvelle-Galles du Sud.

## Publication originale
- Duméril & Bibron, 1851 : Catalogue Methodique de la Collection des Reptiles. Museum d’Histoire Naturelle de Paris, Gide & Baudry, p. 1-224 (« texte intégral »(Archive.org • Wikiwix • Archive.is • Google • Que faire ?)).